# Kontrakcja (fonetyka)
Kontrakcja – ściągnięcie dwóch samogłosek (sąsiadujących lub rozdzielonych spółgłoską) w jedną. Zaszła np. w języku polskim (grasz < grajesz, zobacz powstanie i rozwój języka polskiego). W języku czeskim kontrakcja prowadziła do powstania nowych długich samogłosek.